# Ali Rial
Ali Rial (Zemmouri, 26 marzo 1980) è un ex calciatore algerino, di ruolo centrocampista.

## Carriera

### Club
Inizia la sua carriera calcistica con il NARB Réghaïa, dove ci rimane per un anno, per poi passare all'Alger, dove gioca 81 partite, segnando 9 gol nei tre anni passati. Nel 2010 viene acquistato dal JS Kabylie, dove tuttora gioca.

### Nazionale
Viene convocato dalla Nazionale Maggiore per la Coppa d'Africa 2013, dove non trova l'esordio.